# Сатиївська волость
Сатиївська волость — історична адміністративно-територіальна одиниця Дубенського повіту Волинської губернії Російської імперії. Волосний центр — село Сатиїв.
Наприкінці ХІХ ст. волость було ліквідовано, поселення увійшли до складу Малинської (Сатіїв, Мошків), Варковицької (Жорнів, Олибів) та Млинівської (Кораблище, Косарів) волостей.
Станом на 1885 рік складалася з 12 поселень, 16 сільських громад. Населення — 7057 осіб (3572 чоловічої статі та 3485 — жіночої), 795 дворових господарств.
|                     | Площа, десятин | У тому числі орної, дес. |
| ------------------- | -------------- | ------------------------ |
| Сільських громад    | 8074           | 5340                     |
| Приватної власності | 4123           | 2876                     |
| Казенної власності  | 1765           | 37                       |
| Іншої власності     | 436            | 253                      |
| Загалом             | 14398          | 8506                     |

Основні поселення волості:
- Сатиїв — колишнє власницьке село за 25 верст від повітового міста, 400 осіб, 47 дворів, православна церква, постоялий будинок, водяний млин, винокурний завод.
- Жорнів — колишнє власницьке село, 255 осіб, 44 двори, православна церква, постоялий будинок, водяний млин.
- Кораблище — колишнє власницьке село, 330 осіб, 32 двори, православна церква, постоялий будинок.
- Косареве — колишнє власницьке село, 230 осіб, 26 дворів, православна церква, постоялий будинок.
- Мошків — колишнє власницьке село, 175 осіб, 21 двір, православна церква, постоялий будинок, водяний млин, завод сільськогосподарських знарядь.
- Олибів — колишнє власницьке село, 142 особи, 28 дворів, постоялий будинок, водяний млин, винокурний завод.